# Список дипломатических миссий Зимбабве

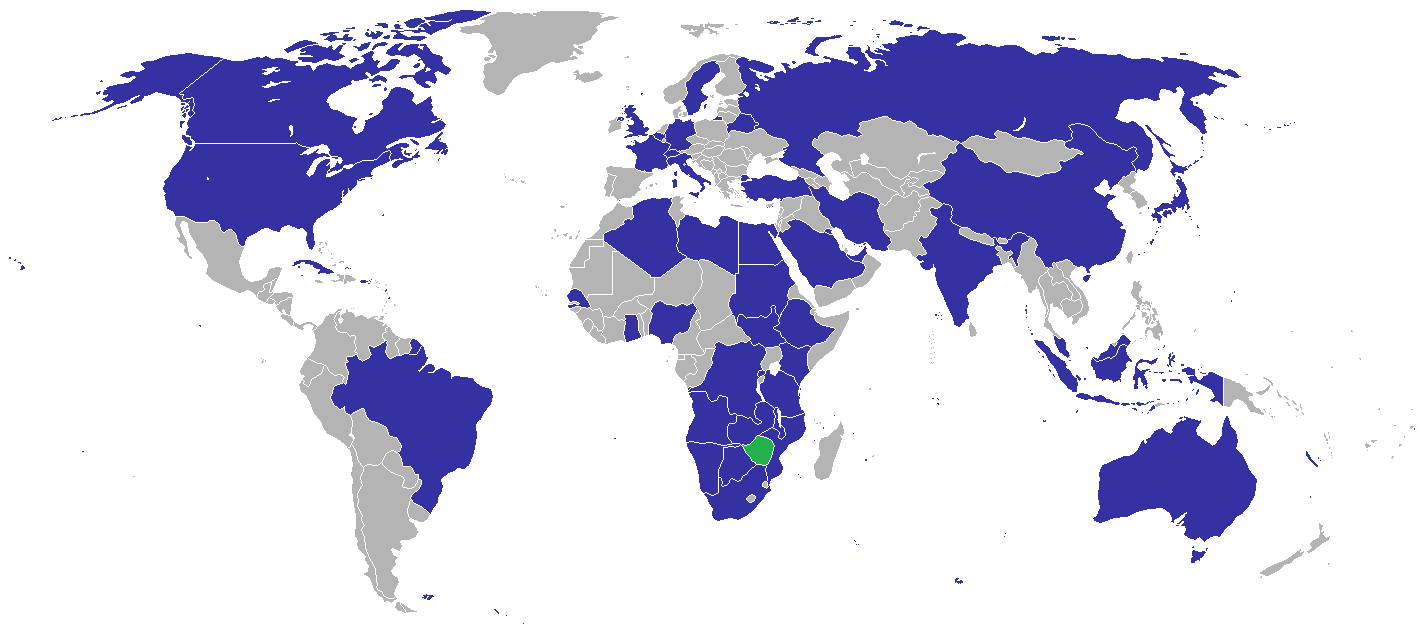
Дипломатические миссии Зимбабве

Список дипломатических миссий Зимбабве — перечень дипломатических миссий (посольств) и генеральных консульств Зимбабве в странах мира (не включает почётных консульств).

## Европа
- Австрия
  - Вена (посольство)
- Бельгия
  - Брюссель (посольство)
- Великобритания
  - Лондон (посольство)
- Германия
  - Берлин (посольство)
- Италия
  - Рим (посольство)
- Португалия

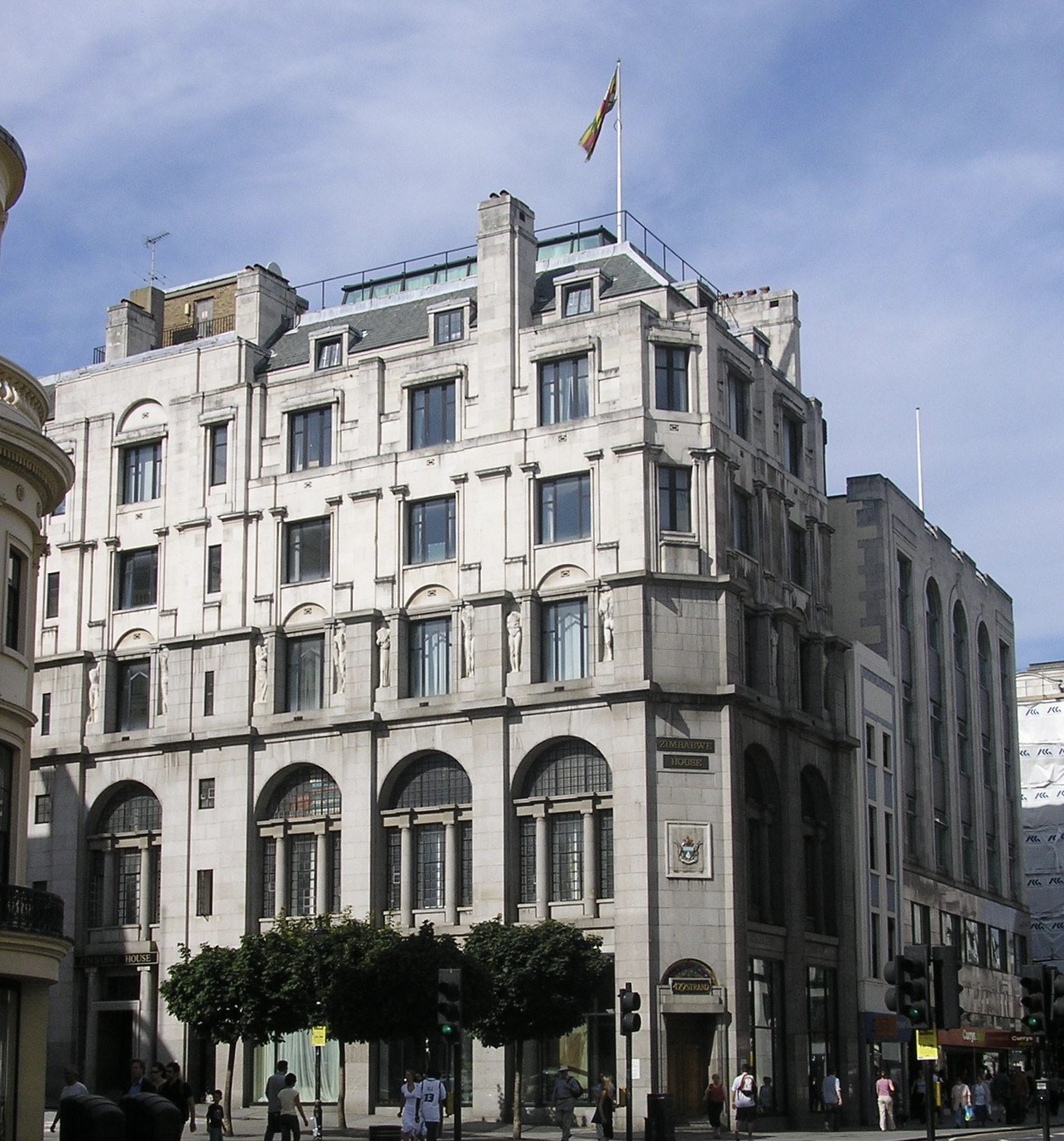
Посольство Зимбабве в Лондоне

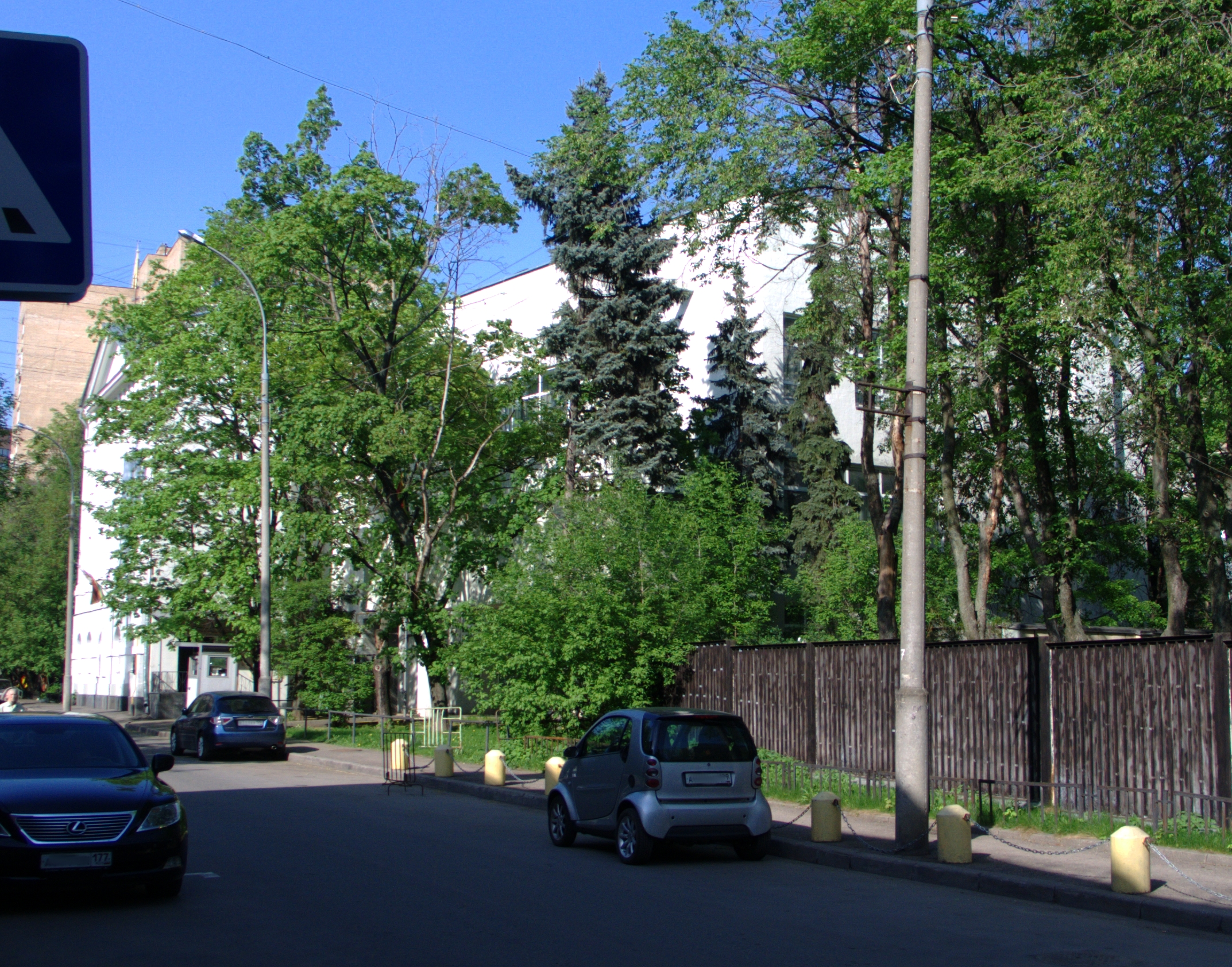
Посольство Зимбабве в Москве

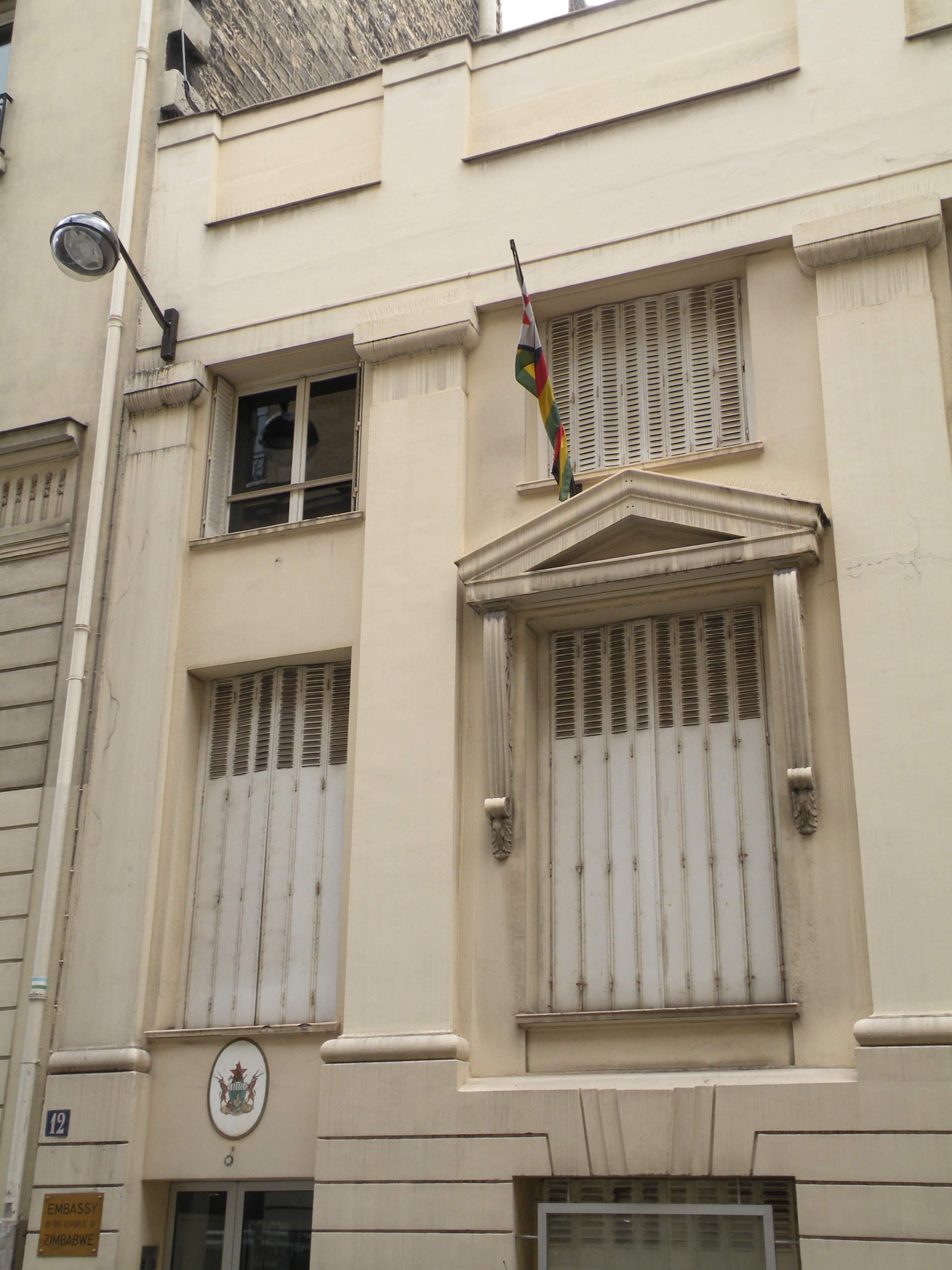
Посольство Зимбабве в Париже

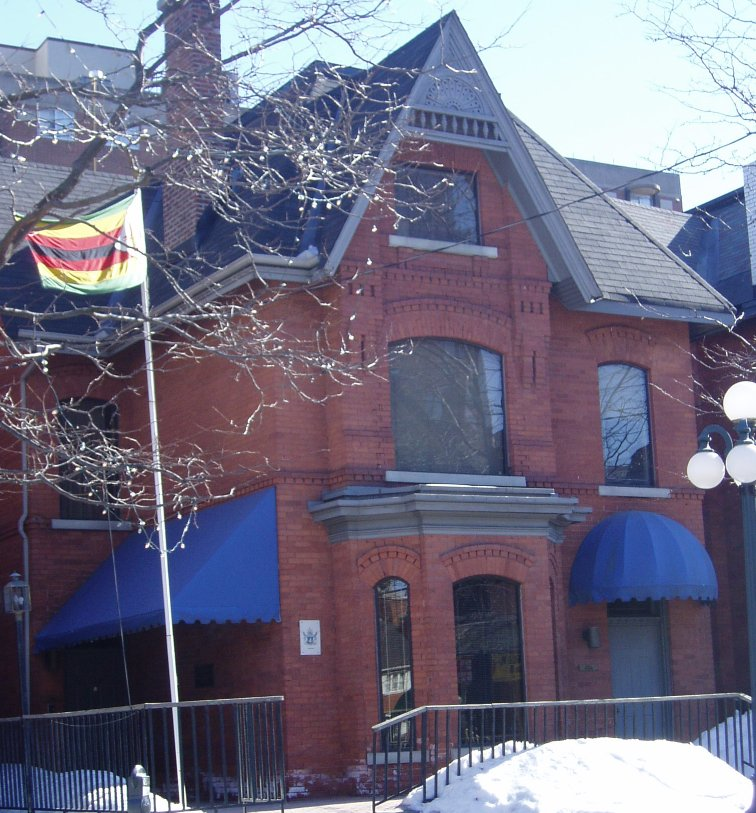
Посольство Зимбабве в Оттаве

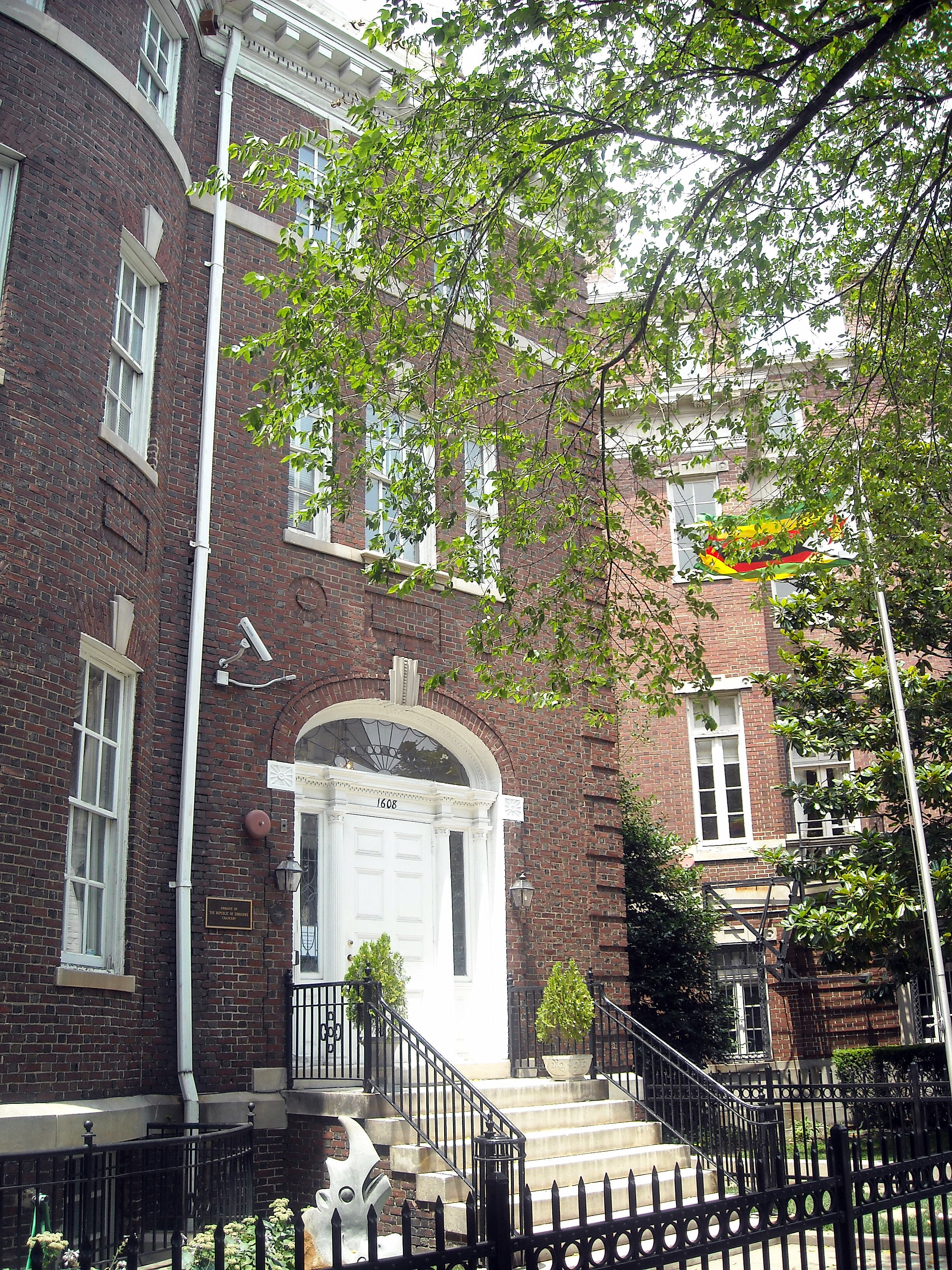
Посольство Зимбабве в Вашингтоне

  - Лиссабон (генеральное консульство)
- Россия
  - Москва (посольство)
- Франция
  - Париж (посольство)
- Швейцария
  - Женева (посольство)
- Швеция
  - Стокгольм (посольство)

## Азия
- Индия
  - Нью-Дели (посольство)
- Индонезия
  - Джакарта (посольство)
- Иран
  - Тегеран (посольство)
- Китай
  - Пекин (посольство)
- Кувейт
  - Кувейт (посольство)
- Малайзия
  - Куала-Лумпур (посольство)
- Япония
  - Токио (посольство)

## Америка
- Бразилия
  - Бразилиа (посольство)
- Канада
  - Оттава (посольство)
- Куба
  - Гавана (посольство)
- США
  - Вашингтон (посольство)

## Африка
- Ангола
  - Луанда (посольство)
- Ботсвана
  - Габороне (посольство)
- Гана
  - Аккра (посольство)
- Египет
  - Каир (посольство)
- Замбия
  - Лусака (посольство)
- Кения
  - Найроби (посольство)
- ДР Конго
  - Киншаса (посольство)
- Ливия
  - Триполи (посольство)
- Малави
  - Лилонгве (посольство)
- Мозамбик
  - Мапуту (посольство)
  - Бейра (генеральное консульство)
- Намибия
  - Виндхук (посольство)
- Нигерия
  - Абуджа (посольство)
- Судан
  - Хартум (посольство)
- Танзания
  - Дар-эс-Салам (посольство)
- Эфиопия
  - Аддис-Абеба (посольство)
- ЮАР
  - Претория (посольство)
  - Йоханнесбург (генеральное консульство)

## Океания
- Австралия
  - Канберра (посольство)

## Международные организации
- Аддис-Абеба (постоянное представительство при Африканском союзе)
- Брюссель (представительство при ЕС)
- Женева (постоянное представительство при ООН и международных организациях)
- Нью-Йорк (постоянное представительство при ООН)
- Париж (постоянное представительство при ЮНЕСКО)